# Australobolbus monteithi
Australobolbus monteithi är en skalbaggsart som beskrevs av Henry Fuller Howden 1992. Australobolbus monteithi ingår i släktet Australobolbus och familjen Bolboceratidae. Inga underarter finns listade.